# Лавренец-Семенюк, Всеволод Иванович
Всеволод Иванович Лавренец-Семенюк (24 февраля 1918 — 26 августа 2005) — конструктор жидкостных реактивных двигателей, Герой Социалистического Труда, лауреат Ленинской премии.
Родился 24 февраля 1918 года в Киеве.
Окончил Московский авиационный институт имени Серго Орджоникидзе (1941), работал инженером-конструктором на Иркутском авиационном заводе № 39 НКАП СССР.
В 1942—1948 гг. инженер-конструктор, заместитель начальника отдела на авиационном заводе № 99 НКАП СССР (Улан-Удэ).
С 1948 года работал под руководством Валентина Петровича Глушко в ОКБ-456 (ныне — НПО Энергомаш имени академика В. П. Глушко), город Химки Московской области:
- 1950—1954 начальник бригады контроля и оформления чертежно-конструкторской документации,
- с 1954 года — ведущий конструктор по производству двигателей РД-213 и РД-214,
- с 1958 года — заместитель главного конструктора ОКБ-456 по серийному производству.
- 1968—1981 заместитель главного конструктора по планированию, координации и контролю работ.
- с 1981 года — ведущий конструктор службы координации и контроля работ,
- 1982—1992 в серийном отделе, куратор Камского филиала.

Вёл направление по разработке двигателей на высококипящих компонентах топлива, осуществлял техническое руководство доводкой двигателей РД-251 (8Д723), РД-252 (8Д724), РД-253 (8Д43), РД-216М (11Д614).
Кандидат технических наук (1967).
За активное участие в проектировании и запуске первого космического корабля с человеком на борту, Указом Президиума Верховного Совета СССР от 17 июня 1961 года присвоено звание Героя Социалистического Труда.
В 1960 году удостоен Ленинской премии.
Награждён двумя орденами Ленина (1959, 1961) и орденом «Знак Почёта» (1956).
Умер 26 августа 2005 года.
Урна с его прахом захоронена на Химкинском кладбище (уч. № 139).